# 欧沙拉日

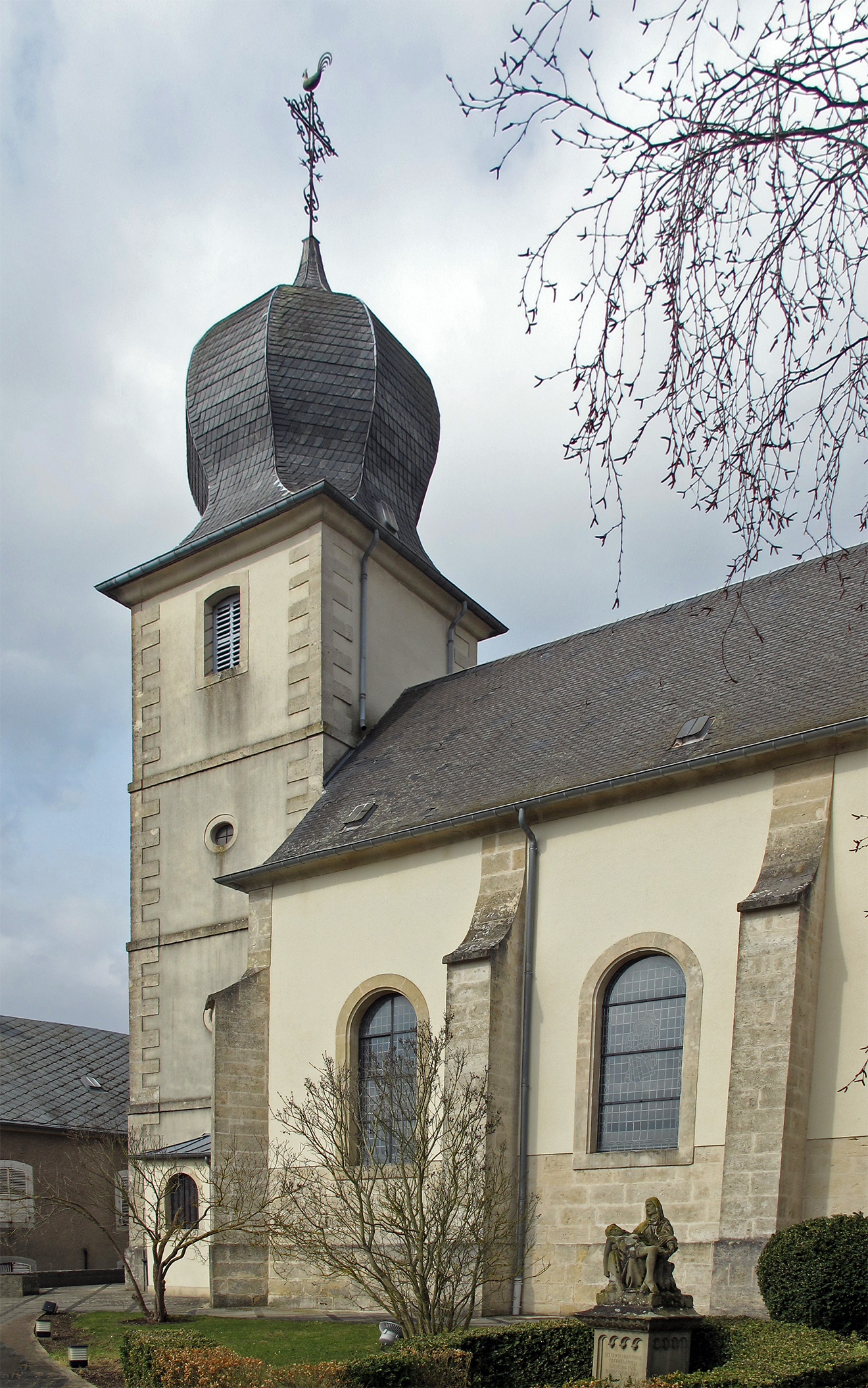
欧沙拉日的圣德尼教堂

欧沙拉日（法語：Hautcharage，法語發音：[oʃaʁaʒ]）是卢森堡西南部市镇凯尔任的一个小镇。 

## 地理
邻近村镇有克莱芒西、Fingig、Hivange、Schouweiler、巴沙拉日和Linger。
发源自Boufferdenger Muer自然保护区的小河Mierbaach流经欧沙拉日。 

## 历史
欧沙拉日的教堂始建于18世纪，其为巴洛克风格。

## 体育
欧沙拉日曾经是欧沙拉日青年（Jeunesse Hautcharage）足球俱乐部的所在地，该俱乐部于1971年赢得了盧森堡盃，因此欧沙拉日队获得了UEFA优胜者杯参赛资格；在第一轮比赛中，欧沙拉日抽签对阵切尔西，以总比分21-0输掉了比赛，这是仍然是迄今为止欧洲最大的比分失利纪录。1997年，俱乐部与临近村镇巴沙拉日的Union Sportive Bascharage合并，成立了位于巴沙拉日的上下凯尔任97足球俱乐部。 

## 知名人士
- 米歇尔·沃尔特（Michel Wolter），前市长兼内政大臣
- 亨利·凯伦（Henri Kellen），奥运会自行车手（1948年） [1]